# Општина Гура Шуциј (Дамбовица)
Гура Шуциј (рум. Gura Şuţii) општина је у Румунији у округу Дамбовица.
Oпштина се налази на надморској висини од 210 m.